# Marty (phim)
Marty là một phim tình lãng mạn năm 1955, dựa trên vở kịch truyền hình cùng tên. Phim do Delbert Mann đạo diễn, các diễn viên chính Ernest Borgnine và Betsy Blair.
Phim này là một thành công bất ngờ cả trong phạm vi quốc gia lẫn quốc tế, đoạt 4 giải Oscar năm 1955, và trở thành phim Mỹ thứ hai đoạt được giải Cành cọ vàng tại Liên hoan phim Cannes. Phim Marty và The Lost Weekend (1945) là 2 phim Mỹ duy nhất đoạt được cả giải Oscar và giải Cành cọ vàng.

## Cốt truyện
Marty Piletti (Ernest Borgnine), một người Mỹ gốc Ý, có thân hình to chắc nịch, 34 tuổi, làm nghề bán thịt, cư ngụ ở Bronx cùng với mẹ. Là một thanh niên độc thân, tốt bụng, nhưng vụng về trong cách cư xử, chàng luôn bị gia đình và bạn bè liên miên thúc giục phải lập gia đình. Tuy không ghét việc kết hôn song chán nản vì chưa có triển vọng tương lai, nên Marty miễn cưỡng từ bỏ đời sống độc thân.
Sau khi bị mẹ giục giã, một đêm thứ Bảy chàng vào Stardust Ballroom ở Bronx và tiếp xúc với Clara, một nữ giáo viên không hấp dẫn, đã bị một người hẹn hò chưa từng quen biết bỏ rơi một cách tàn nhẫn. Cùng chung vui với nhau suốt buổi tối, Clara và Marty thấy rõ quan hệ tình cảm của họ. Marty hứa sẽ gọi điện thoại cho nàng vào hôm sau.
Mẹ của Marty coi thường Clara. Cũng vậy, các bạn của Marty cũng không thích sự xấu xí mộc mạc của nàng và tìm cách thuyết phục Marty quên Clara. Bị thúc ép tới khi phải phục tùng, Marty đã không điện thoại cho Clara.
Lại rơi vào đường mòn cô đơn như cũ, Marty thấy rõ rằng mình đã bỏ lỡ cơ hội để yêu một phụ nữ kỳ diệu. Vượt qua các sự phản đối của bạn bè, Marty hấp tấp lao tới trạm điện thoại công cộng để gọi cho Clara.

## Diễn viên
- Ernest Borgnine - vai Marty Piletti
- Betsy Blair - vai Clara Snyder
- Esther Minciotti vai bà Theresa Piletti
- Augusta Ciolli - vai thím Catherine
- Joe Mantell - vai Angie
- Karen Steele - vai Virginia
- Jerry Paris - vai Tommy

## Đánh giá
Vào lúc công chiếu, phim đã nhận được các ý kiến phê bình thuận lợi: Ronald Holloway của tạp chí Variety cho rằng đây là một phim xuất sắc." Tạp chí TIME cho phim này là "kỳ diệu". Louella Parsons cũng thích phim này, mặc dù bà cảm thấy có lẽ không nên đề cử để nhận giải Oscar.
Năm 1994, phim Marty đã được Thư viện Quốc hội Mỹ chọn đưa vào bảo quản trong Viện lưu trữ phim quốc gia Hoa Kỳ.

## Doanh thu
Phim sản xuất với một ngân khoản $343.000, chỉ tính riêng Hoa Kỳ đã có thu nhập khoảng $3.000.000, rất thành công về mặt tài chính.

## Giải thưởng và đề cử

### Giải Oscar
| Giải thưởng                       | Đoạt giải | Đề cử | Người đoạt giải |
| --------------------------------- | --------- | ----- | --- |
| Phim hay nhất                     | ☑         |       | United Artists (Harold Hecht, nhà sản xuất)                                                                                                  |
| Đạo diễn xuất sắc nhất            | ☑         |       | Delbert Mann |
| Nam diễn viên chính xuất sắc nhất | ☑         |       | Ernest Borgnine |
| Kịch bản chuyển thể hay nhất      | ☑         |       | Paddy Chayefsky |
| Nam diễn viên phụ xuất sắc nhất   |           | ☑     | Joe Mantell Người đoạt giải là Jack Lemmon – Mister Roberts                                                                                  |
| Nữ diễn viên phụ xuất sắc nhất    |           | ☑     | Betsy Blair Người đoạt giải là Jo Van Fleet – East of Eden                                                                                   |
| Chỉ đạo nghệ thuật xuất sắc nhất  |           | ☑     | Ted Haworth Robert Priestley Walter M. Simonds Người đoạt giải là Hal Pereira, Tambi Larsen, Samuel M. Comer, Arthur Krams – The Rose Tattoo |
| Quay phim xuất sắc nhất           |           | ☑     | Joseph LaShelle Người đoạt giải là James Wong Howe – The Rose Tattoo                                                                         |

### Liên hoan phim Cannes
Phim Marty đoạt giải Cành cọ vàng